# Station Lunteren
Station Lunteren is een spoorwegstation aan de spoorlijn Nijkerk - Ede-Wageningen (vroeger het Kippenlijntje) in het Nederlandse dorp Lunteren. Het station is een van de twee kruisingsmogelijkheden op het enkelsporige deel van deze spoorlijn. De andere kruisingsmogelijkheid is station Barneveld Centrum. Het station werd geopend op 1 mei 1902.

## Treinen
Het station wordt bediend door de volgende treinserie:
| Serie       | Treinsoort        | Route                                                               | Bijzonderheden                   |
| ----------- | ----------------- | ------------------------------------------------------------------- | -------------------------------- |
| 31300 RS 34 | Sprinter (Keolis) | Amersfoort Centraal – Barneveld Centrum – Lunteren – Ede-Wageningen | Onderdeel van de formule RRReis. |

De treinen kruisen elkaar op dit station.

## Bussen
Station Lunteren wordt tevens bediend door buurtbus 505 (Overberg - Veenendaal - De Klomp - Lunteren - Wekerom). De dienstregeling wordt uitgevoerd met achtpersoonsbussen. Het vervoer is in handen van vervoersmaatschappij Hermes.

## Afbeeldingen

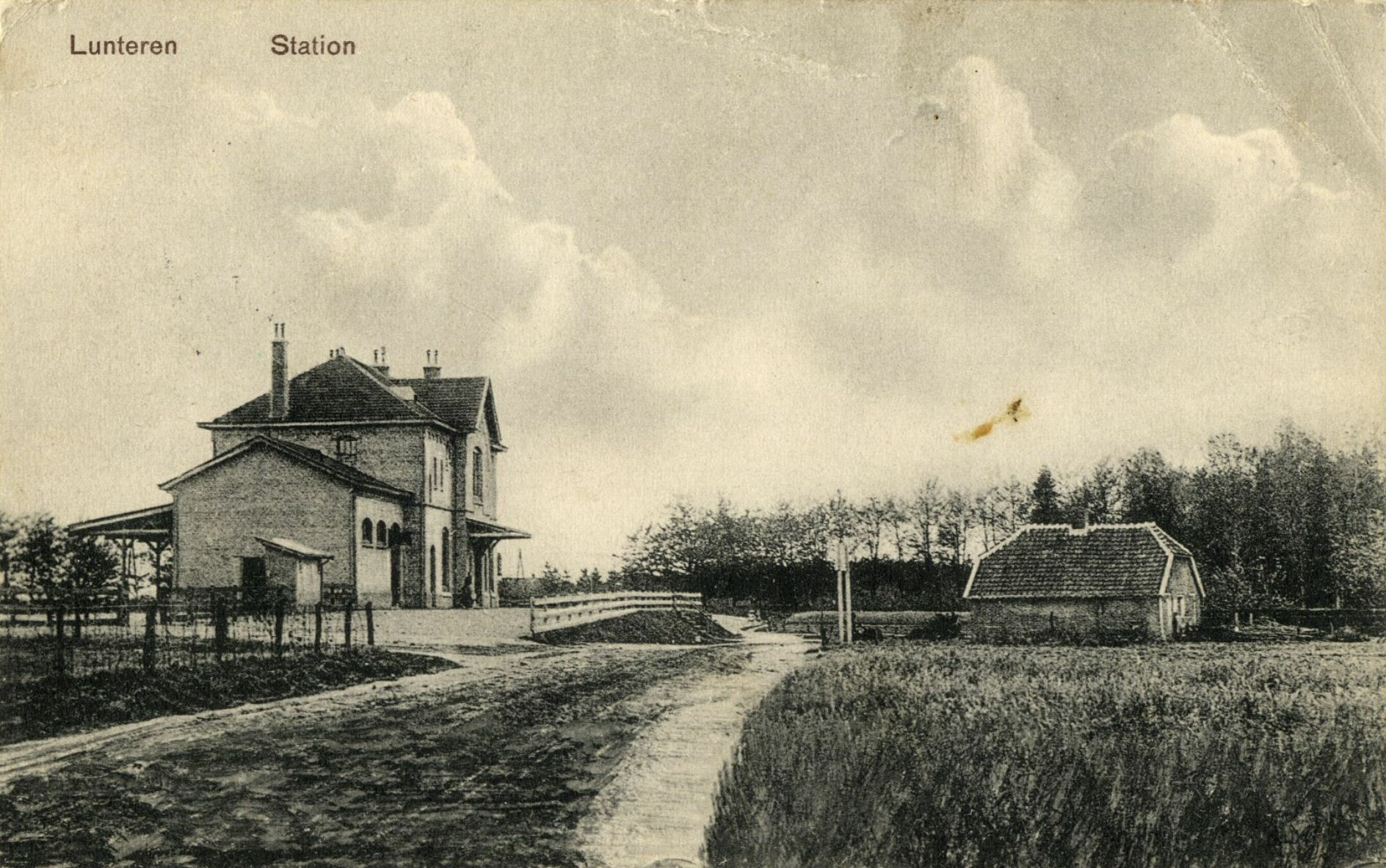
Station in 1903-1905
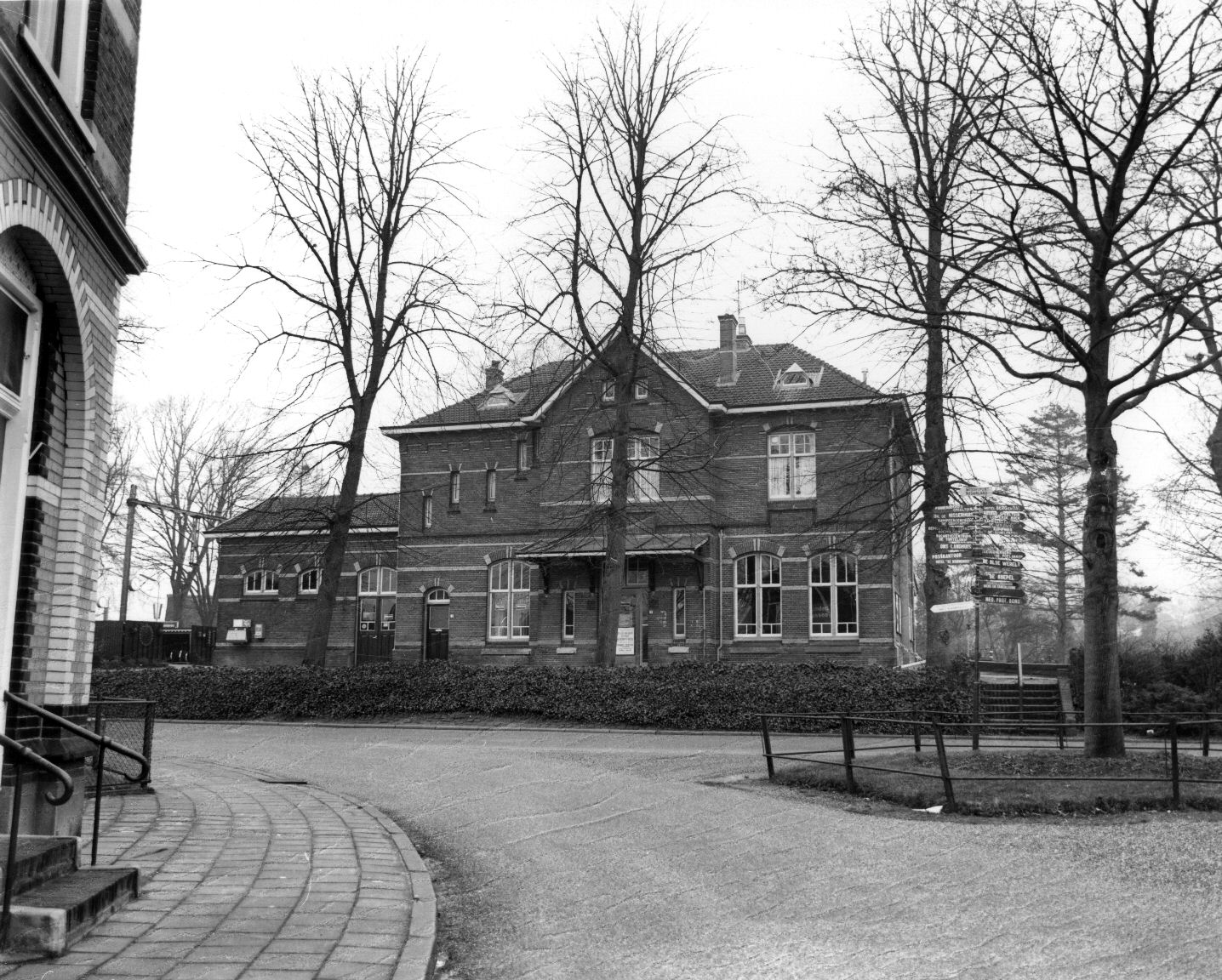
Station in 1975
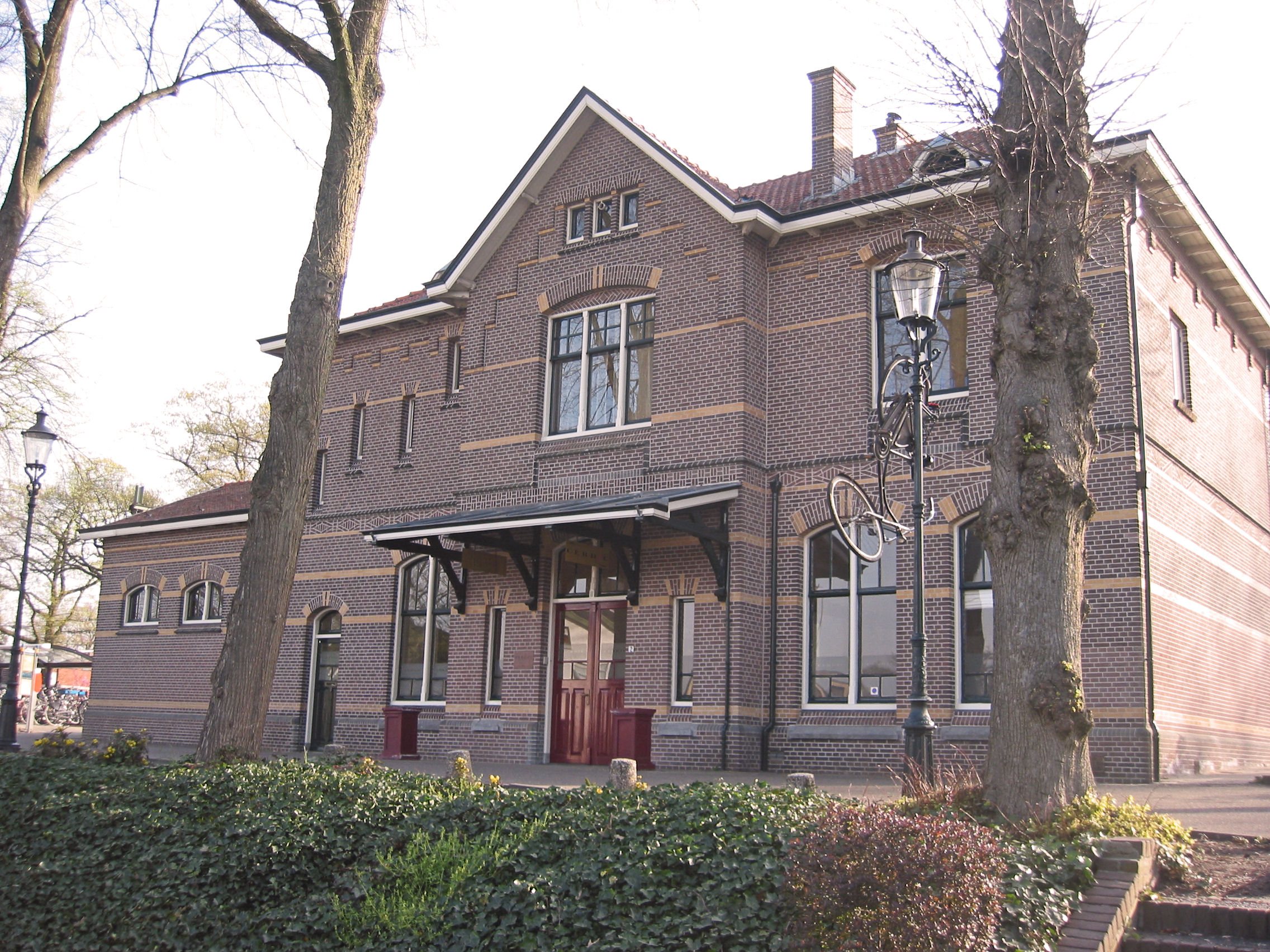
Station Lunteren voorzijde
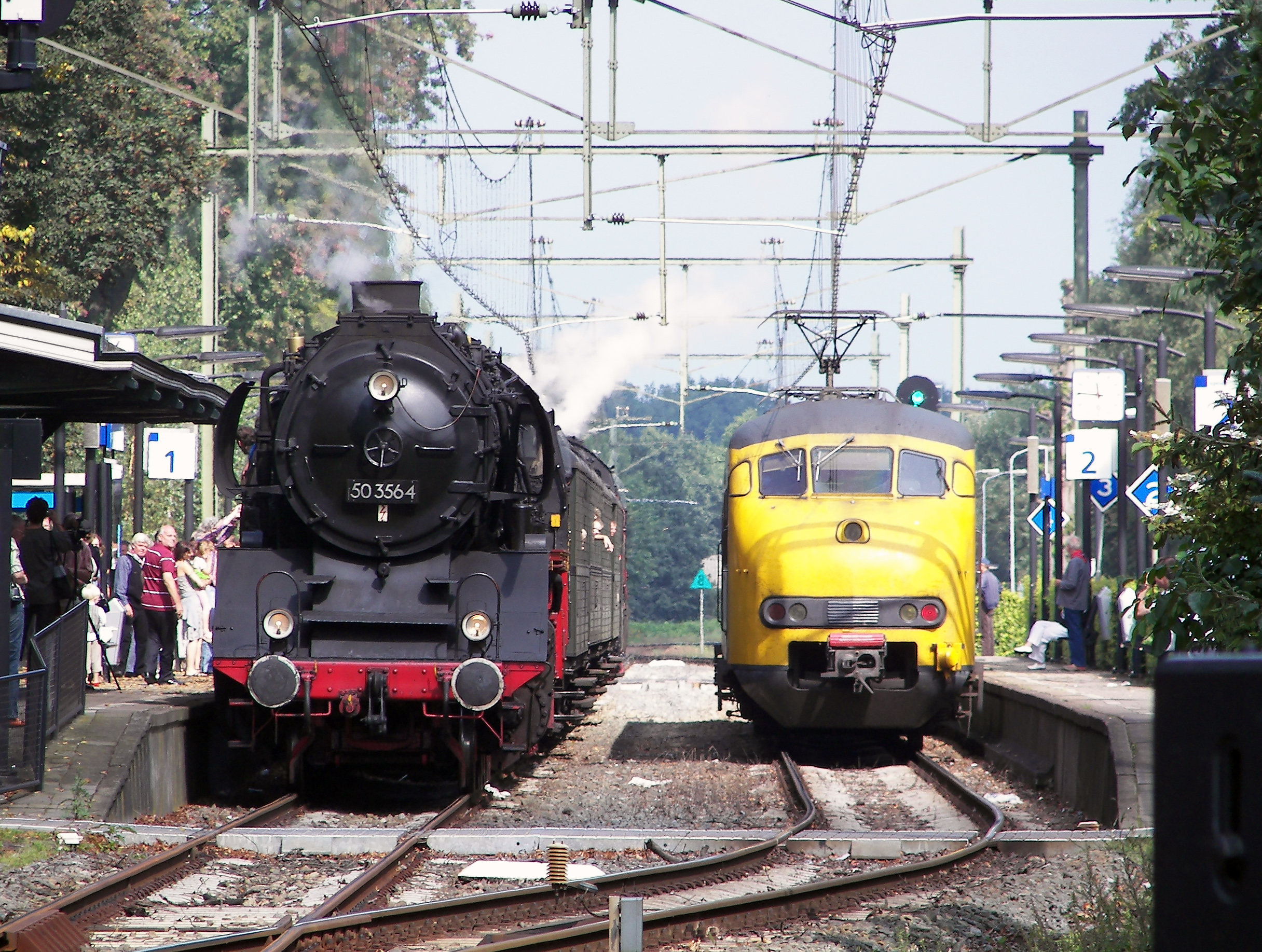
Stoomtrein en Hondekop op het station
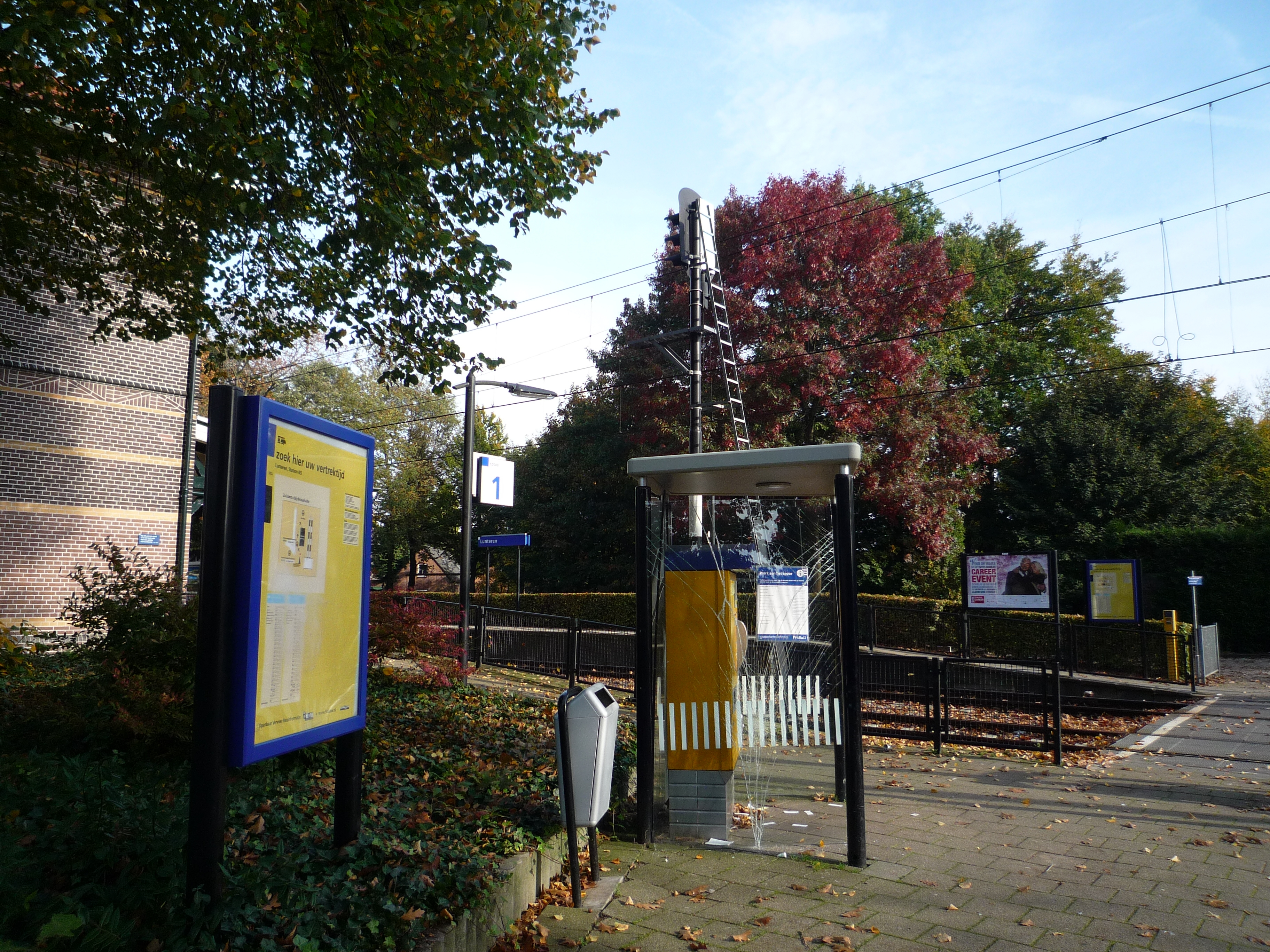
Toegang tot het perron
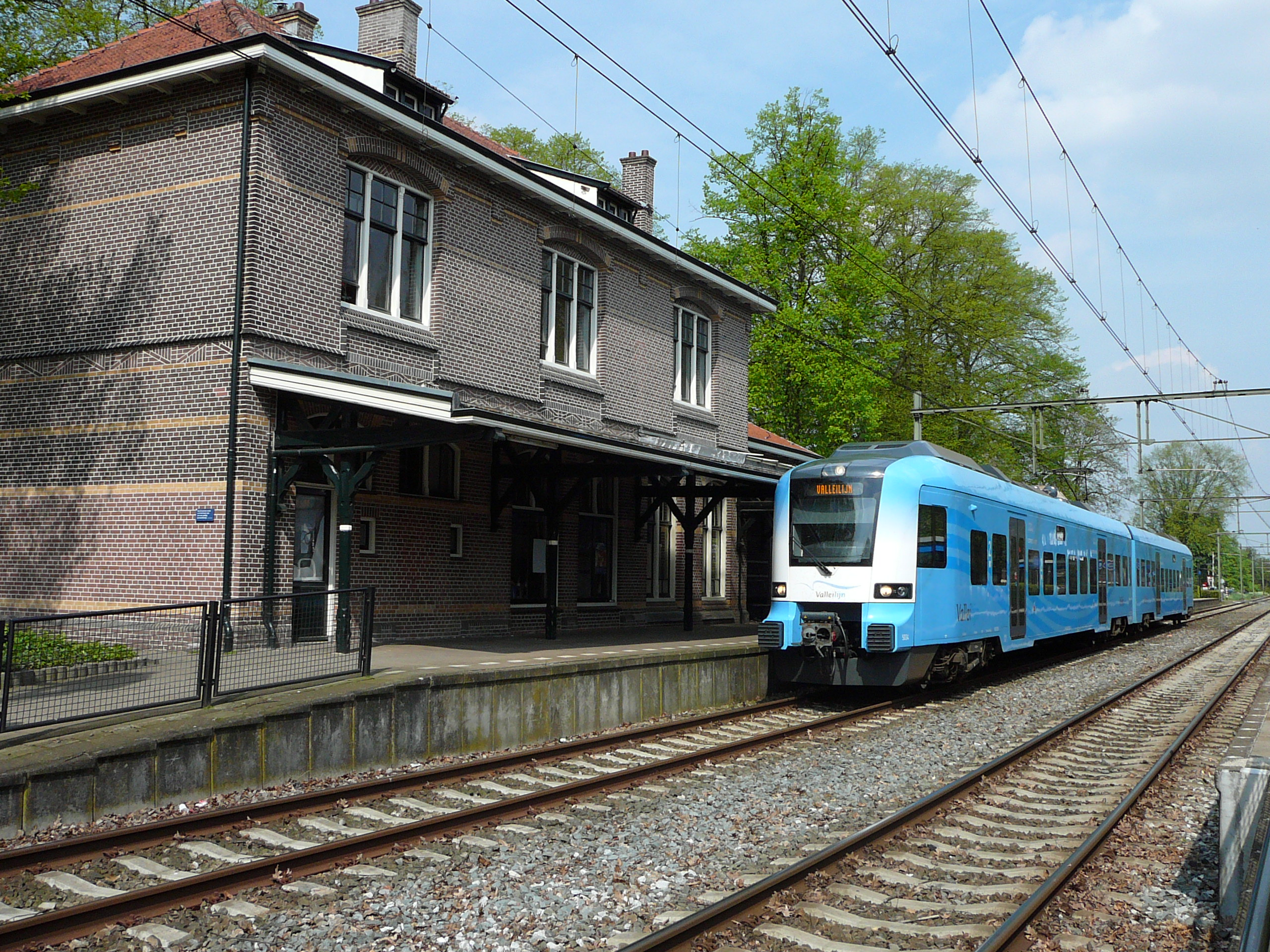
Protos op het station
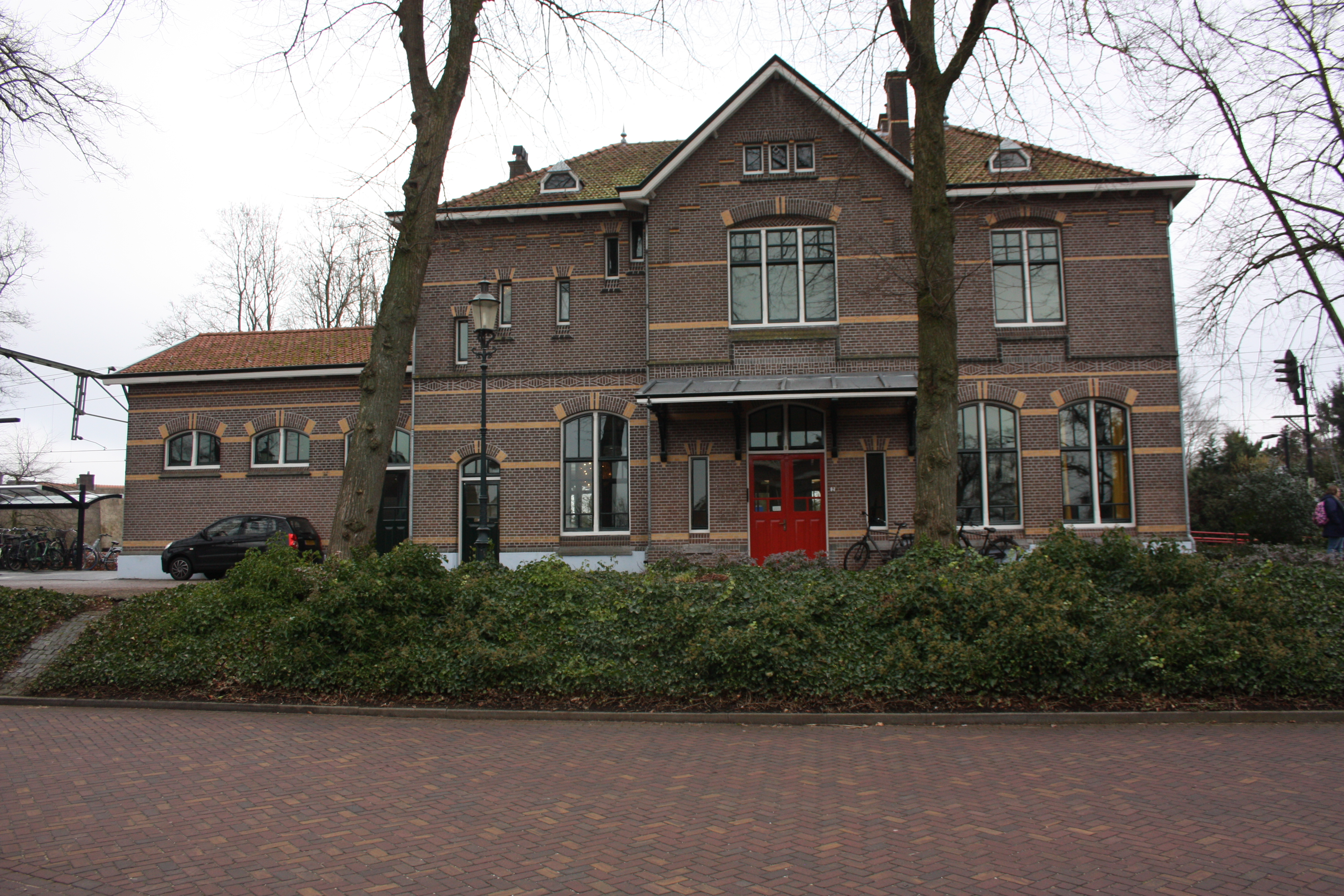
Het station in 2025